# Daniel Vieira

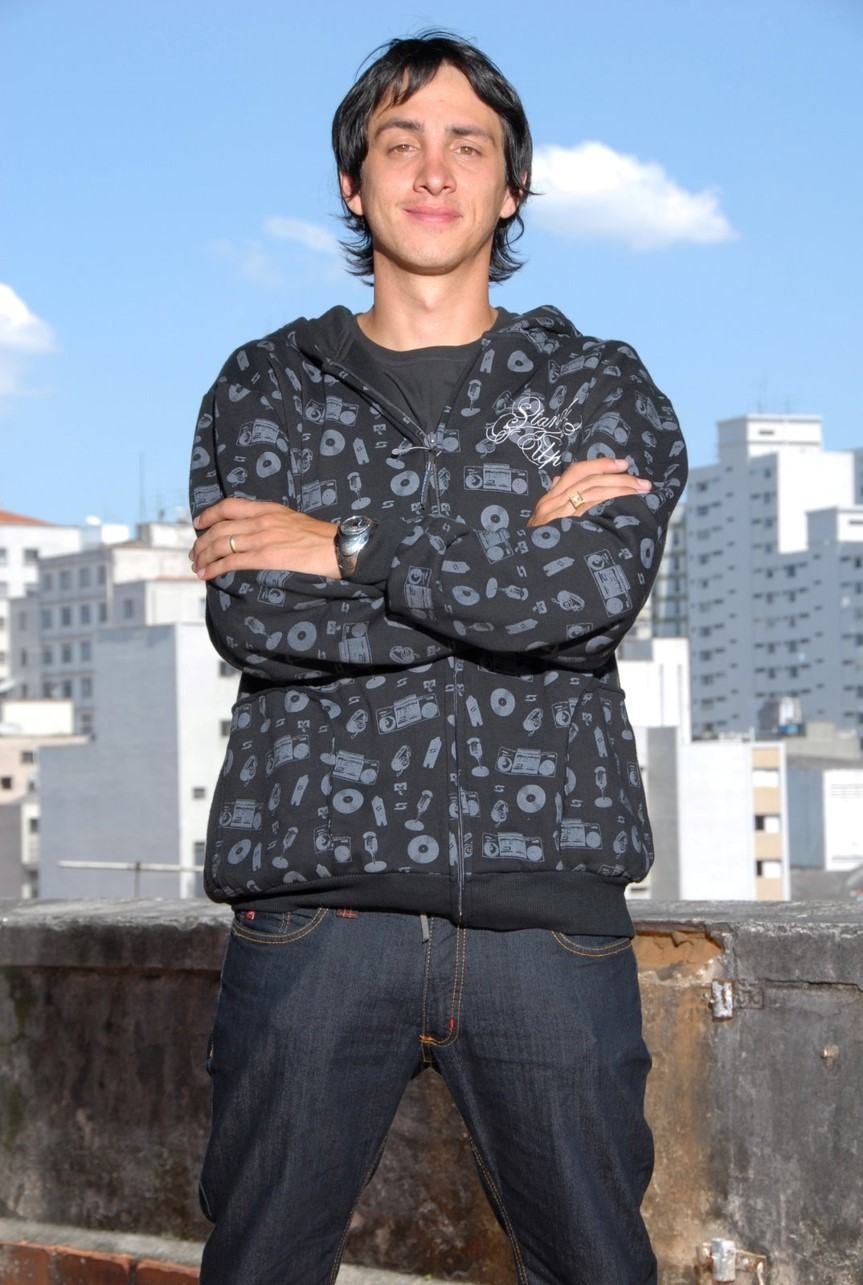
Daniel Vieira

Daniel Vieira (Curitiba, 8 de julho de 1984) é um skatista profissional brasileiro campeão mundial, hexacampeão do circuito europeu e tetracampeão brasileiro.

## Biografia
O skatista Curitibano Daniel Vieira, dupla cidadania Brasil-Portugal, começou a andar de skate em 1995 e com apenas um ano de prática do esporte estreou em competições regionais e segue em atividade até os dias de hoje. Sendo considerado um dos melhores de sua modalidade.
Durante sua carreira chegou a competir em vários locais do Brasil e do mundo, como Europa e América do Norte, neste último chegou a residir durante certo tempo na cidade de Costa Mesa  no estado da Califórnia.
Considerado um dos principais skatistas do mundo na modalidade street, foi tetracampeão brasileiro nos anos de 1999, 2002, 2005 e 2006, campeão da terceira etapa do Circuito de Skate Profissional do Brasil 2004, campeão sul-americano e da segunda etapa da temporada européia em 2003, na Inglaterra, hexacampeão do circuito europeu em 2001, 2003, 2004, 2005, 2006 e 2009 e campeão mundial na Alemanha em 2005. Em 2007 foi campeão da etapa do circuito mundial Mystic Sk8 Cup em Praga na Republica Tcheca, fechou o ano com medalha de ouro e conquistou a terceira posição no ranking mundial.
Em 2009, quando há mais de quatro anos representando o time da Stand Up Skate, Daniel teve diversos modelos de tênis em uma linha signature, especialmente desenvolvidos para aguentar sua performance, além de ter sido patrocinado pelas principais marcas de Streetwear do mundo como Vans, Bad Boy, Volcom, Destructo, Centauro, BEL Sports, Bones Bearing, Anti Action, Everlong e Oakley.
Foi também capa e matéria de diversas revistas nacionais e internacionais como 100% Skate, Tribo Skate, Trasher, Skateboarding, entre outras.
Além de Skatista, Daniel abriu sua própria fábrica de Shapes em Curitiba, a Broken Skateboards, inaugurada em 2009.